# Tîsmenîceanî, Nadvirna
Tîsmenîceanî (în ucraineană Тисменичани) este o comună în raionul Nadvirna, regiunea Ivano-Frankivsk, Ucraina, formată numai din satul de reședință.

## Demografie
Componența lingvistică a comunei Tîsmenîceanî
     Ucraineană (99,77%)
     Alte limbi (0,16%)
Conform recensământului din 2001, majoritatea populației comunei Tîsmenîceanî era vorbitoare de ucraineană (99,77%), existând în minoritate și vorbitori de alte limbi.